# エフゲニー・グラドビッチ
エフゲニー・グラドビッチ（Evgeny Gradovich、1986年8月7日 - ）は、ロシアのプロボクサー。ハンティ・マンシ自治管区・ユグラ、イグリム出身。元IBF世界フェザー級王者。現在はアメリカを拠点に活動している。トレーナーは元IBF世界フェザー級王者ロベルト・ガルシア。愛称はMexican Russian。

## 来歴

### アマチュア時代
アマチュア時代の戦績は150戦126勝24敗。ロシアのナショナルチームに所属していた実績を持つ。

### プロ時代
グラドビッチはプロに転向後アメリカに拠点を移す。後にノニト・ドネアのスパーリングパートナーを務めた縁でロベルト・ガルシアをトレーナーに招聘し、トップランクと契約した。
2010年3月9日、プロデビュー戦で、グラドビッチと同じくデビューした選手を相手に初回1分55秒TKO勝ちを収めた。
2010年10月29日、コルダロ・シンプキンスと対戦し、5回1分39秒TKO勝ちを収める。
2010年12月3日、ヘスス・カラディーンと対戦。相手のクリンチ多用に苦しんだがプレッシャーをかけて試合を優位に進め3-0の判定勝ちを収めた。
2011年3月19日、フランシスコ・レイエスと対戦、10回3-0の判定勝ちを収めた。
2013年3月1日、コネチカット州マシャンタケットフォックスウッズ・リゾート・カジノでIBF世界フェザー級王者ビリー・ディブと対戦した。序盤はディブのペースで試合が進むが、中盤からグラドビッチが巻き返し、ディブが8回にホールディングで1点減点される。11回には有効打で目尻をカットするなど苦戦するが、2-1(2者が114-112、112-114)の僅差判定勝ちを収め王座獲得に成功した。当初はディブはルイス・フランコと指名試合を行う予定だったが、スパーリング中にフランコが負傷したため急遽代役に選ばれたのがランキング11位のグラドビッチだった。グラドビッチは初の12回戦であり世界初挑戦でもあった。
2013年7月27日、マカオにあるザ・ベネチアン・マカオの中にあるコタイ・アリーナにて、ファン・フランシスコ・エストラーダの前座で、IBF世界フェザー級1位の指名挑戦者マウリシオ・ムニョスと対戦し、3-0（120-108、2者が119-109）の判定勝ちで初防衛に成功した。
2013年11月23日、コタイ・アリーナにてマニー・パッキャオVSブランドン・リオスの前座でビリー・ディブと再戦し、6回に右フックでダウンを奪うと9回には連打で猛攻し最後はディブ陣営のタオル投入で試合終了。9回1分10秒TKO勝ちを収め2度目の防衛に成功した。
2014年5月31日、コタイ・アリーナにてノニト・ドネアVSシンピウィ・ベトイェカの前座でIBF世界フェザー級1位の指名挑戦者アレクサンデル・ミスキルチアンと対戦し、3-0（2者が117-110、118-110）の判定勝ちを収め3度目の防衛に成功した。
2014年11月29日、オマハのクエスト・センター・オマハにてテレンス・クロフォードVSレイムンド・ベルトランの前座でIBF世界フェザー級7位ジェイソン・ベレスと対戦し、1-1（117-111、113-115、114-114）の三者三様の引き分けとなり4度目の防衛に成功した。
2015年2月19日、IBF世界フェザー級王者エフゲニー・グラドビッチとIBF世界フェザー級1位のリー・セルビーとの間で行われる指名試合に関する対戦交渉は興行権をめぐり入札に持ち込まれる予定だったが、同年4月25日に指名試合を行うことでグラドビッチ陣営とセルビー陣営が合意し、入札は回避された。
2015年4月10日、当初は上述の通り同月25日にIBF世界フェザー級1位のリー・セルビーとの指名試合を行うことで合意していたのだが、同年5月30日に指名試合を行うこととなった。
2015年5月30日、ロンドンにあるO2アリーナにてケル・ブルックVSフランキー・ギャビンの前座でIBF世界フェザー級1位のリー・セルビーと対戦し、偶然のバッティングによりグラドビッチの左目蓋がカットし試合続行不可能となり、8回0-3（72-80、2者が73-79）の負傷判定負けを喫し5度目の防衛に失敗、王座から陥落した。
2016年4月6日、ラスベガスのMGMグランド・ガーデン・アリーナにてマニー・パッキャオVSティモシー・ブラッドリーの前座でオスカル・バルデスと対戦し、4回TKO負けを喫した。
2016年4月28日、AP通信が、ロシアのアンチドーピング機関がリー・セルビー戦の1ヵ月後となる2015年6月30日から2年間の出場停止処分をグラドビッチに科していたことを報道した。

## 獲得タイトル
- IBF世界フェザー級王者（防衛4）